# Pier Luigi Celli

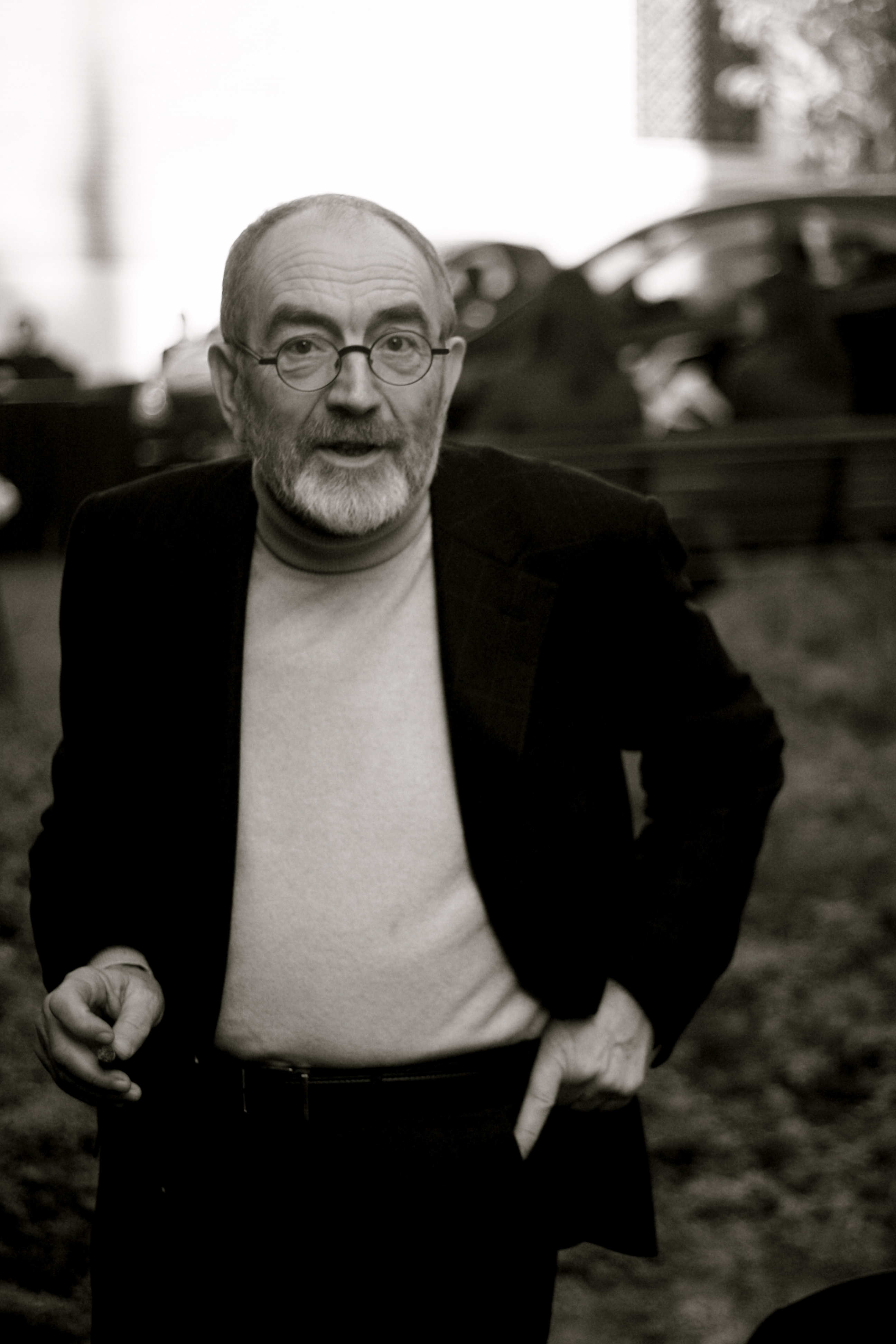
Pier Luigi Celli

Pier Luigi Celli (Verucchio, 8 luglio 1942) è un dirigente d'azienda, saggista e scrittore italiano. È stato direttore generale della Libera università internazionale degli studi sociali Guido Carli (Luiss) di Roma e della Rai, membro dei consigli di amministrazione di Illy e Unipol. È stato presidente dell'ENIT dal 4 maggio 2012 fino al commissariamento dell'ENIT stessa, avvenuto il 16 giugno 2014.

## Biografia
In prime nozze ha avuto una figlia, Maddalena, suora di clausura, mentre dalle seconde nozze con Marina Govi ha avuto il secondogenito Mattia.
Laureatosi in sociologia all'Università di Trento, ha maturato significative esperienze come responsabile della gestione, organizzazione e formazione delle risorse umane in grandi gruppi, quali Eni, Rai (di cui è stato direttore generale dal 1998 al 2001), Omnitel, Olivetti ed Enel.
Dopo aver ricoperto ruoli fondamentali nello startup di nuove attività per la telefonia mobile – Wind e Omnitel - è stato, per un breve periodo, alla guida di Ipse 2000, società di telefonia per l'UMTS.
Celli ha al suo attivo numerose pubblicazioni, che vanno dalla narrativa in senso ampio, agli studi di management e di organizzazione. Il compenso del libro Altri esercizi di pentimento, uscito nella primavera 2008, è stato corrisposto in Lambrusco, su richiesta dell'autore Pier Luigi Celli: 25 bottiglie di Campanone Lombardini ogni tre mesi per cinque anni.
Il 30 novembre 2009 è autore di una discussa lettera indirizzata al figlio Mattia e pubblicata sul quotidiano La Repubblica, in cui Celli invita il figlio a lasciare il paese e cercare fortuna altrove. Tale lettera è stata ripresa anche da Giorgio Napolitano mentre il 3 dicembre dello stesso anno presenta il suo nuovo libro Coraggio, Don Abbondio.
Dopo otto anni, lascia l'incarico di direttore generale della "Libera università internazionale degli studi sociali Guido Carli" il 5 luglio 2013 per passare a Unipol, come senior advisor dell'amministratore delegato.
Dal 2014 è senior advisor dell'amministratore delegato di Poste italiane.
È membro del consiglio di amministrazione di La Perla e Illy, dove fa parte anche del comitato esecutivo.

## Opere principali
- Lettere a una figlia in clausura, Genova, Marietti, 1991
- Un gallo a Esculapio: dodici vite, Genova, Marietti, 1992
- L'impresa, prefazione di Franco Tatò, Milano, Sperling & Kupfer, 1993
- Il manager avveduto, Palermo, Sellerio, 1994
- Il re passa le acque, Ivrea, 1995
- I capi: l'arte del comando spiegata al popolo (con Franco Gonella, Roma, Castelvecchi, 1996
- Graffiti aziendali, Palermo, Sellerio, 1996
- L'illusione manageriale, postfazione di Umberto Galimberti, Roma-Bari, Laterza, 1997
- Addio al padre, Palermo, Sellerio, 1998
- Passioni fuori corso, prefazione di Giuliano Ferrara, Milano, Mondadori, 2000
- Breviario di cinismo ben temperato, presentazione di Domenico De Masi, Roma, Fazi, 2002
- Nascita e morte di un'impresa in 42 lettere, con una nota di Edmondo Berselli, Palermo, Sellerio, 2003
- Impresa e classi dirigenti, Milano, Baldini Castoldi Dalai, 2004
- L'impresa con l'anima: come la corporate social responsibility può contribuire a umanizzare le imprese (con Mario Grasso), Milano, Baldini Castoldi Dalai, 2005
- Un anno nella vita: racconti e memorie di un lungo addio all'impresa, Palermo, Sellerio, 2006
- Le virtù deboli, Milano, Apogeo, 2007
- Comandare è fottere: manuale politicamente scorretto per aspiranti carrieristi di successo, Milano, Mondadori, 2008 (ed. "Oscar bestsellers" 2010)
- Altri esercizi di pentimento, Reggio Emilia, Aliberti, 2009
- Coraggio, don Abbondio, Reggio Emilia, Aliberti, 2009
- La generazione tradita: gli adulti contro i giovani, Milano, Mondadori, 2010
- Il cuore ha le sue ragioni, Milano, Piemme, 2011
- L'impresa vista dai perdenti, Reggio Emilia, Aliberti, 2011
- La stagione delle nomine, Chiarelettere, 2018
- Il potere, la carriera e la vita, Chiarelettere, 2019
- La manutenzione dei ricordi, Chiarelettere, 2021
- Lezioni per imprese nostalgiche del futuro, ESTE, 2021
- La vita non è uno smart working, ESTE, 2021
- Organizzazioni sull'orlo di una crisi di identità, ESTE, 2022
- Sconfinare, il rischio, il coraggio e la passione di giostrare sul limite, ESTE, 2023
- Connessioni. Come alimentare in azienda l'intelligenza collettiva, ESTE, 2025